# 魏錡
魏錡（？—前575年），姬姓，魏氏，名锜，谥武。因为被封於呂、厨二邑，以邑为氏，别为呂氏、厨氏。也被稱为厨武子、呂武子、呂錡。春秋時晉國大夫，魏武子之子，魏悼子之兄、「結草銜環」的典故中打敗秦將的魏顆之弟。

## 簡介
晉景公三年（前597年），荀林父任中軍元帥率師與楚進行邲之战，魏錡為求當公族大夫未成而生氣，想晉軍失敗。先行請戰被拒，再請求為使向楚求和，卻向楚軍挑撥與晉交戰。楚將潘黨追殺他到熒澤，魏錡看見六頭糜鹿，便射殺一頭獻給潘黨得已脫身。最後晉軍在此戰中大敗。
晉厲公六年（前575年），晉楚鄢陵之戰中，魏錡夢中預測到自己會射傷楚共王。開戰之時，果然射中楚王眼睛。共王便召喚養由基賜二箭，命令他射魏錡。養由基一箭射中魏錡頸項，魏錡伏在弓袋上死去。養由基交回一箭覆命。

## 后代
魏錡生子魏相，又稱呂相，曾受晉厲公之命出使秦國去絕交，后被晋悼公任命为下军将，是魏氏第一个担任六卿的成员。